# Marek Bożek
Marek Bogusław Bożek (ur. 18 grudnia 1974 w Żaganiu) – proboszcz parafii św. Stanisława Kostki w St. Louis.

## Życiorys

### Młodość i edukacja
Marek Bożek młodość spędził w Olsztynie. Jest absolwentem I Liceum Ogólnokształcącego im. Adama Mickiewicza w Olsztynie.
Jako nastolatek był lektorem w parafii rzymskokatolickiej Bogarodzicy Dziewicy Matki Kościoła w Olsztynie. Po ukończeniu szkoły średniej w 1993 roku wstąpił do nowicjatu zgromadzenia pallotynów. Był klerykiem w Wyższym Seminarium Duchownym Stowarzyszenia Apostolstwa Katolickiego w Ołtarzewie. Jednocześnie w latach 1994–1998 studiował filozofię na Akademii Teologii Katolickiej w Warszawie i teologię na Chrześcijańskiej Akademii Teologicznej w Warszawie. W 1995 roku przebywał krótko w Londynie, gdzie brał udział w kursach językowych w Saint Giles College. W latach 1996–1997 uczestniczył w misji katolickiej na Białorusi i na Ukrainie. Przed złożeniem ślubów wieczystych opuścił zgromadzenie pallotynów i przeniósł się do seminarium duchownego w Olsztynie.
Od 1998 roku był klerykiem Wyższego Seminarium Duchownego Metropolii Warmińskiej Hosianum w Olsztynie. W 2000 roku został posądzony o nieobyczajne zachowanie, które sugerowało skłonności homoseksualne. W związku z zaistniałą sytuacją został z olsztyńskiego seminarium duchownego usunięty. Wyjechał do Stanów Zjednoczonych Ameryki. Rozpoczął kursy językowe na Southwest Missouri State University. Po ich zakończeniu w 2001 roku, na podstawie listu polecającego arcybiskupa warmińskiego, Edmunda Piszcza został studentem teologii w Saint Meinrad School of Theology w Saint Meinrad w stanie Indiana, a także klerykiem w Louisville Presbyterian Seminary w Louisville w stanie Kentucky. Formację seminaryjną ukończył w 2002 roku, a magisterskie studia teologiczne w 2003 roku. W latach 2013–2016 roku odbył podyplomowe studia z zakresu teologii starokatolickiej na Uniwersytecie Utrechckim.

### Ksiądz rzymskokatolicki
18 grudnia 2002 roku otrzymał w katedrze św. Agnieszki w Springfield święcenia kapłańskie z rąk biskupa diecezji Springfield-Cape Girardeau, Johna Leibrechta. Swoją mszę prymicyjną odprawił 21 grudnia 2002 roku w kościele św. Stanisława Kostki w St. Louis. Następnie w latach 2002–2005 pracował jako wikariusz w parafiach rzymskokatolickich św. Conaire w Neosho i św. Agnieszki w Springfield. Był tam m.in. duszpasterzem policjantów i wiernych hiszpańskojęzycznych.
Od 2004 roku interesował się konfliktem Rady Dyrektorów parafii św. Stanisława Kostki z arcybiskupem St. Louis. Utrzymywał kontakty z jej parafianami. Zgłaszał biskupowi Springfield-Cape Girardeau propozycje objęcia opieki nad problematyczną placówką duszpasterską. W 2005 roku wziął udział w zorganizowanym przez Polish Roman Catholic Saint Stanislaus Parish Corporation konkursie na proboszcza parafii św. Stanisława Kostki w St. Louis. 2 grudnia 2005 roku przyjął niezgodnie z prawem kanonicznym od Rady Dyrektorów posadę administratora tej placówki. Po zawiadomieniu biskupa Johna Leibrechta o przyjęciu nowej posady zrezygnował samowolnie z funkcji wikariusza przy parafii katedralnej św. Agnieszki w Springfield i przeprowadził się do St. Louis.

### Ekskomunika
Za nieposłuszeństwo wobec decyzji o interdykcie kościelnym nałożonym na parafię św. Stanisława Kostki w St. Louis oraz za opuszczenie bez zgody biskupa wyznaczonego mu miejsca pracy ksiądz Marek Bożek został 2 grudnia 2005 roku suspendowany, a następnie w związku z niezastosowaniem się do nałożonej kary kościelnej 16 grudnia 2005 roku ekskomunikowany.
Wbrew ekskomunice z 2005 roku ksiądz Marek Bożek pozostał proboszczem parafii św. Stanisława Kostki w St. Louis, która w 2006 roku została skreślona z listy parafii rzymskokatolickich przez arcybiskupa St. Louis.
Otwarcie zaczął przyznawać się do sympatyzowania z katolickim liberalizmem. 11 listopada 2007 roku uczestniczył w święceniach kapłańskich kobiet Rose Marie Dunn Hudson i Elsie Hainz McGrath ze wspólnoty Roman Catholic Womenpriests, które miały miejsce w synagodze reformowanej w Saint Louis. W lutym 2008 roku ogłosił siedmiopunktowy program doktryny parafii św. Stanisława Kostki w St. Louis. Wystosował również listy do zwierzchnika Reformowanego Kościoła Katolickiego i wikariusza generalnego prałatury personalnej Married Priests Now!, w których zadeklarował chęć przystąpienia do tych wspólnot.
W styczniu 2008 roku metropolita Saint Louis, arcybiskup Raymond Leo Burke, rozpoczął formalny proces usunięcia ze stanu kapłańskiego księdza Marka Bożka. 5 lutego 2008 roku spotkał się z nim, aby podjąć ostatnią próbę pojednania. Nie osiągnął jednak zamierzonych celów. 18 lutego 2008 roku kuria archidiecezjalna rozpoczęła proces przeciwko ekskomunikowanemu Markowi Bożkowi. 31 maja 2008 roku Stolica Apostolska podtrzymała ekskomunikę, którą został obłożony w grudniu 2005 roku proboszcz parafii Świętego Stanisława Kostki w Saint Louis.

### Prezbiter RKK
9 marca 2009 roku Kongregacja Nauki Wiary podjęła decyzję o sekularyzowaniu Marka Bożka i wykluczeniu go z duchowieństwa rzymskokatolickiego. Uznano również, że udzielane przez niego od 2005 roku w parafii św. Stanisława Kostki w St. Louis sakramenty: bierzmowania, pokuty i małżeństwa są nieważne i wymagają w Kościele rzymskokatolickim powtórzenia sub conditione. Pozostałe są natomiast sprawowane niegodziwie.
W związku z decyzją Kurii Rzymskiej Marek Bożek zdecydował się przystąpić do Reformowanego Kościoła Katolickiego. Kilka tygodni po sekularyzacji w Kościele rzymskokatolickim został inkardynowany przez arcybiskupa Phillipa Zimmermana jako prezbiter do Reformowanego Kościoła Katolickiego.

### Clericus vagans
W grudniu 2009 roku w związku z rozwiązaniem struktur unii kościelnej, jaką był Reformowany Kościół Katolicki, Marek Bożek przestał być jego duchownym. Od tego czasu działa jako kapłan niezależny (clericus vagans). Nie podlega władzy żadnego biskupa, a jedynie członkom parafii św. Stanisława Kostki w St. Louis.
W 2019 roku Marek Bożek podjął kroki, których celem było inkardynowanie go, jako duchownego starokatolickiego, do diecezji Missouri Kościoła Episkopalnego Stanów Zjednoczonych Ameryki. Ostatecznie nie został jednak przyjęty do PECUSA. W 2020 roku opublikował oświadczenie o rezygnacji 1 listopada 2022 roku z dalszej pracy w parafii w St. Louis i powrocie do Polski.

## Działalność misyjna w Polsce
Od 2009 roku Marek Bożek współpracuje okazjonalnie ze starokatolickim Reformowanym Kościołem Katolickim w Polsce W czerwcu 2009 roku wizytował tę wspólnotę z ramienia prymasa RKK. Przewodniczył wówczas liturgii i udzielił bierzmowana jednemu z wiernych w kościele św. Krzyża w Poznaniu. W październiku 2009 roku reprezentował Reformowany Kościół Katolicki w Rzeczypospolitej Polskiej na Synodzie Generalnym RKK w Columbus w stanie Ohio.
W lutym 2010 roku uczestniczył w I Synodzie Reformowanego Kościoła Katolickiego w Polsce. Ponownie też udzielił bierzmowania członkom tego Kościoła.

## Napięcia w parafii św. Stanisława Kostki
W latach 2008–2022 Marek Bożek był skonfliktowany z częścią swoich parafian, którzy zarzucali mu zbytni liberalizm w postępowaniu i nauczaniu.
Krytykowany był za wystawny tryb życia, zaangażowanie się i sympatyzowanie z ruchami popierającymi kapłaństwo kobiet, związki homoseksualne, zgłaszanie sugestii o chęci przyjęcia święceń biskupich z rąk któregoś z amerykańskich biskupów określanych jako episcopi vagantes, a także kontakty z byłym arcybiskupem rzymskokatolickim Emmanuelem Milingo i założoną przez niego personalną prałaturą Married Priests Now!.
Mimo krytyki i niechęci ze strony części wiernych Rada Dyrektorów parafii św. Stanisława Kostki w Saint Louis przedłużała kontrakt z Markiem Bożkiem.